# Gary Hocking
Pour les articles homonymes, voir Hocking (homonymie).
Gary Stuart Hocking (né le 30 septembre 1937 et mort le 21 décembre 1962) est un pilote de vitesse moto rhodésien.

## Enfance
Hocking est né à Caerleon près de Newport dans le Sud-Ouest du Pays de Galles mais il a grandi en Rhodésie (aujourd'hui Zimbabwe). À l'adolescence, il commence les courses moto en grass track. Il commença ensuite à piloter sur des circuits en asphalte.

## Carrière motocycliste

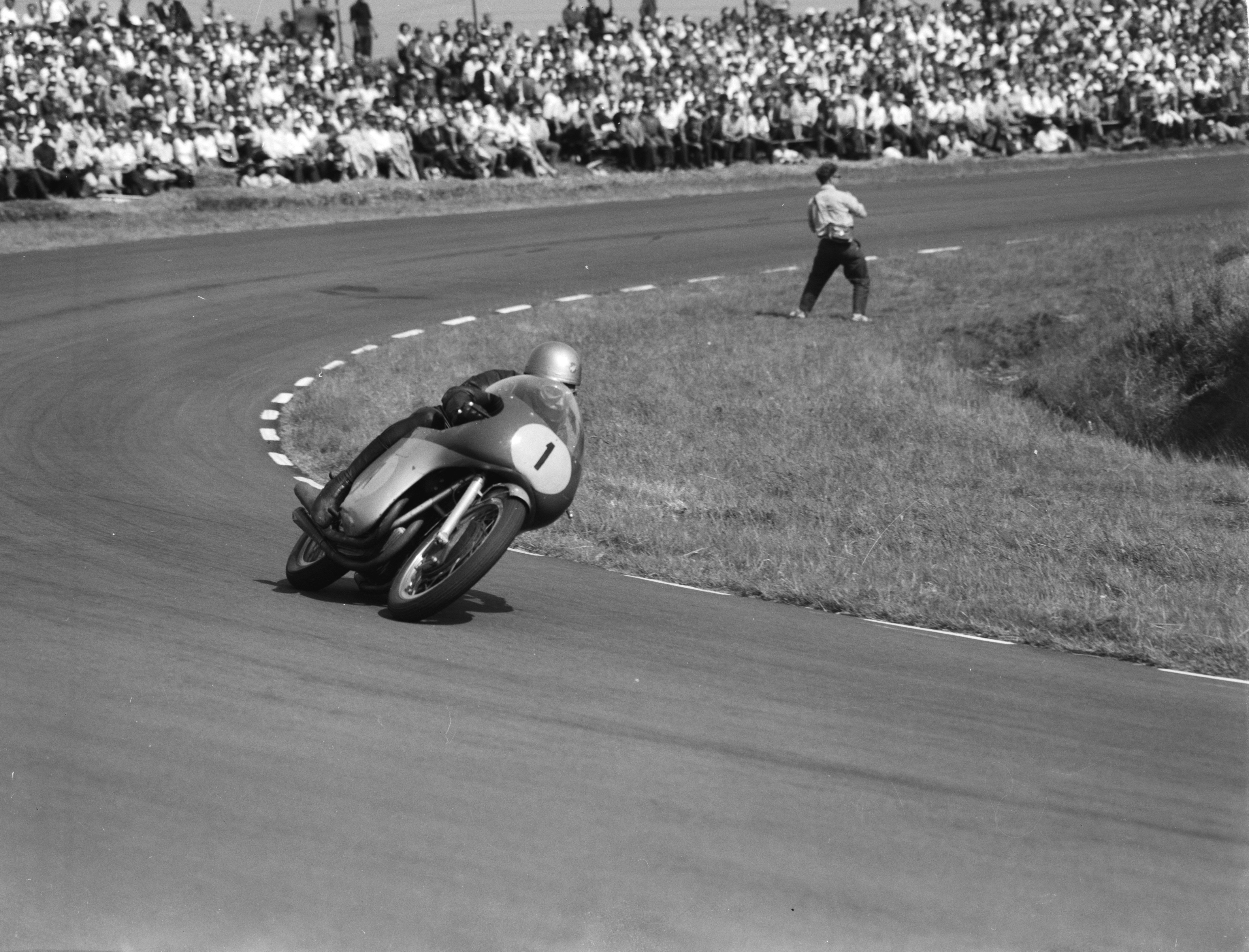
Gary Hocking en 1961, il écrasera la concurrence cette année-là.

Il quitta la Rhodésie pour piloter en Europe en 1958 et les résultats furent immédiats. Il finit troisième derrière les MV Agusta au Nürburgring. Il était sponsorisé par Reg Dearden, un promoteur originaire de Manchester, qui le faisait courir sur les nouvelles 350 et 500 cm³ Norton. Il passa l'hiver 1958/1959 avec la famille Costain dans leur demeure (Lindors) à Castletown dans le sud de l'Île de Man où il apprit le circuit de l'Isle of Man TT avec George Costain, un pilote de l'équipe Dearden, qui avait remporté l'Isle of Man TT sur une Dearden 500 mannoise en 1954. À l'Isle of Man TT Junior, il finit à une belle 10e place en étant parti 22e sur la grille, ce qui est fantastique pour quelqu'un qui participe pour la première fois au TT de l'île de Man. En 1959, il obtient un guidon sur MZ, une moto d'usine est-allemande, et il finit deuxième du championnat du monde 250 cm³. MV Agusta offrit à Gary une moto d'usine pour le championnat du monde 1960 : il finira deuxième en catégorie 125, 250 et 350 cm³.
En 1961, à la suite de l'arrêt du champion du monde John Surtees, Hocking devint le premier pilote MV Agusta et il remporte les championnats du monde 350 et 500 cm³, en dominant complètement la saison.

## Carrière automobile
Hocking fut affecté très profondément par la mort de son ami Tom Phillis au TT 1962. Après avoir remporté le TT senior, il annonça sa retraite motocycliste et retourna en Rhodésie. Ses raisons étaient qu'il trouvait la moto trop dangereuse et estimait qu'une carrière auto serait plus sûre. 
Quelques semaines après avoir renoncé à la moto, il essaya la Lotus 18/21 de Tim Parnell et démontra immédiatement ses aptitudes en monoplace. En octobre, il remporta sur cette voiture le Rand Spring Trophy, sur le circuit du Kyalami. Impressionné par son talent, Rob Walker l'engagea pour la saison suivante. Découvrant la Lotus 24 de l'écurie lors des essais du Grand Prix du Natal 1962 sur le circuit de Westmead, il réalisa le troisième temps des qualifications avant d'effectuer une sortie de route fatale : partie tout droit dans une courbe rapide, sa monoplace fit un tonneau après avoir heurté un fossé. La possibilité d'une défaillance mécanique dans la longue ligne droite fut évoquée, car il n'avait pas essayé de ralentir ou de tourner dans le virage et sa voiture s'était encastrée dans le talus à haute vitesse. Il avait 25 ans.

## Résultats en Grand Prix moto
| Année | Catégorie | Classement | Moto      | Victoires |
| ----- | --------- | ---------- | --------- | --------- |
| 1958  | 500 cm³   | 6e         | Norton    | 0         |
| 1959  | 125 cm³   | 9e         | MZ        | 0         |
| 1959  | 250 cm³   | 2e         | MZ        | 2         |
| 1959  | 350 cm³   | 4e         | Norton    | 0         |
| 1959  | 500 cm³   | 5e         | Norton    | 0         |
| 1960  | 125 cm³   | 2e         | MV Agusta | 0         |
| 1960  | 250 cm³   | 2e         | MV Agusta | 2         |
| 1960  | 350 cm³   | 2e         | MV Agusta | 2         |
| 1961  | 250 cm³   | 8e         | MV Agusta | 1         |
| 1961  | 350 cm³   | 1er        | MV Agusta | 4         |
| 1961  | 500 cm³   | 1er        | MV Agusta | 7         |
| 1962  | 350 cm³   | 8e         | MV Agusta | 0         |
| 1962  | 500 cm³   | 5e         | MV Agusta | 1         |